# Pavlovice u Přerova
Pavlovice u Přerova jsou obec ležící v okrese Přerov. Žije zde 721 obyvatel. Jejich katastrální území má rozlohu 815 ha.

## Historie
Archeologické nálezy dokládají, že oblast byla osídlena již před 40 000 až 80 000 lety, ze které pocházejí nálezy štípané industrie z období aurignacienu.
První písemná zmínka o obci pochází z roku 1349, kdy se uvádějí bratři Smil a Protivec z Pavlovic. V roce 1384 byla obec prodána „Ješkem Hromadou ze Sušis Mukařovi z Kokor“, který obec přepustil své ženě Dorotě. Tvrz, která stávala na vyvýšenině zvané Kopec, se zmiňuje roku 1446, kdy ji Jan Mukař z Kokor prodal i se vsí Jindřichu Mojkovi z Vitbachu. Jim obec náležela až do roku 1576. Vanečtí z Jemničky je připojili k Dřevohosticím.

## Obecní správa
Od 1. července 1983 do 23. listopadu 1990 k obci patřila Šišma.

## Pamětihodnosti
- Zámek Pavlovice u Přerova
- Sochy sv. Jana Nepomuckého a sv.Jana Sarkandra
- Sochy sv. Františka Serafinského, sv. Šebestiána a P. Marie

- Kostel svatého Jiljí ve východním cípu obce se poprvé připomíná k roku 1368. Následně zbudovaná renesanční stavba z roku 1555 byla nahrazena jednolodním pozdně barokním chrámem z roku 1780, údajně zbořeným ze statických důvodů roku 1885. Současná novobarokní stavba má část zařízení přenesenou z předchozího chrámu, a to hlavní oltář, do kterého byl vsazen nový obraz sv. Jiljí (1885). Druhorokoková ornamentální výmalba stěn a kleneb má v oválných polích výjevy z Kristova života. Oratoř si dala zřídit rodina statkáře Alfréda II. Skene.[6]

## Galerie

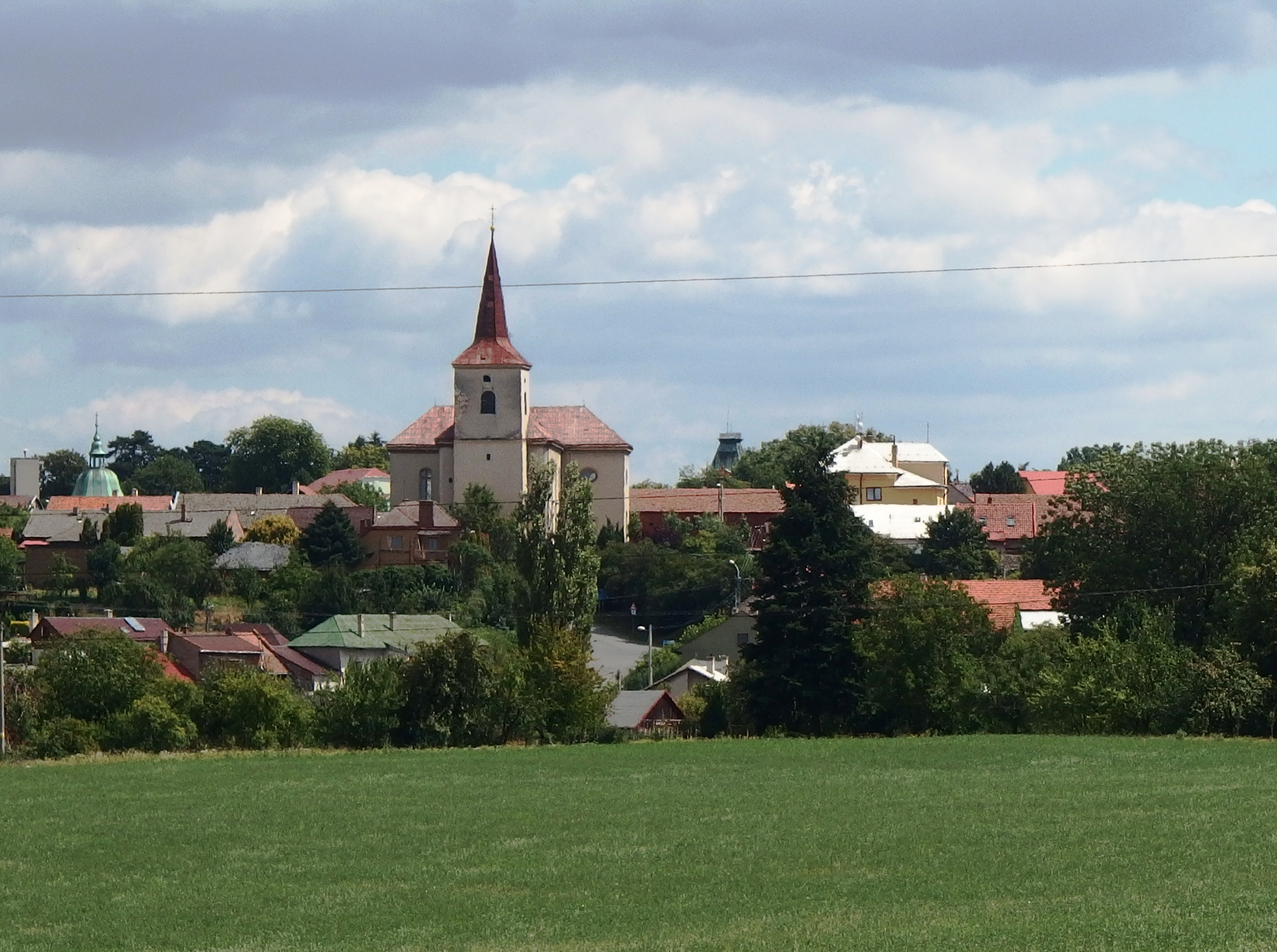
Kostel sv. Jiljí
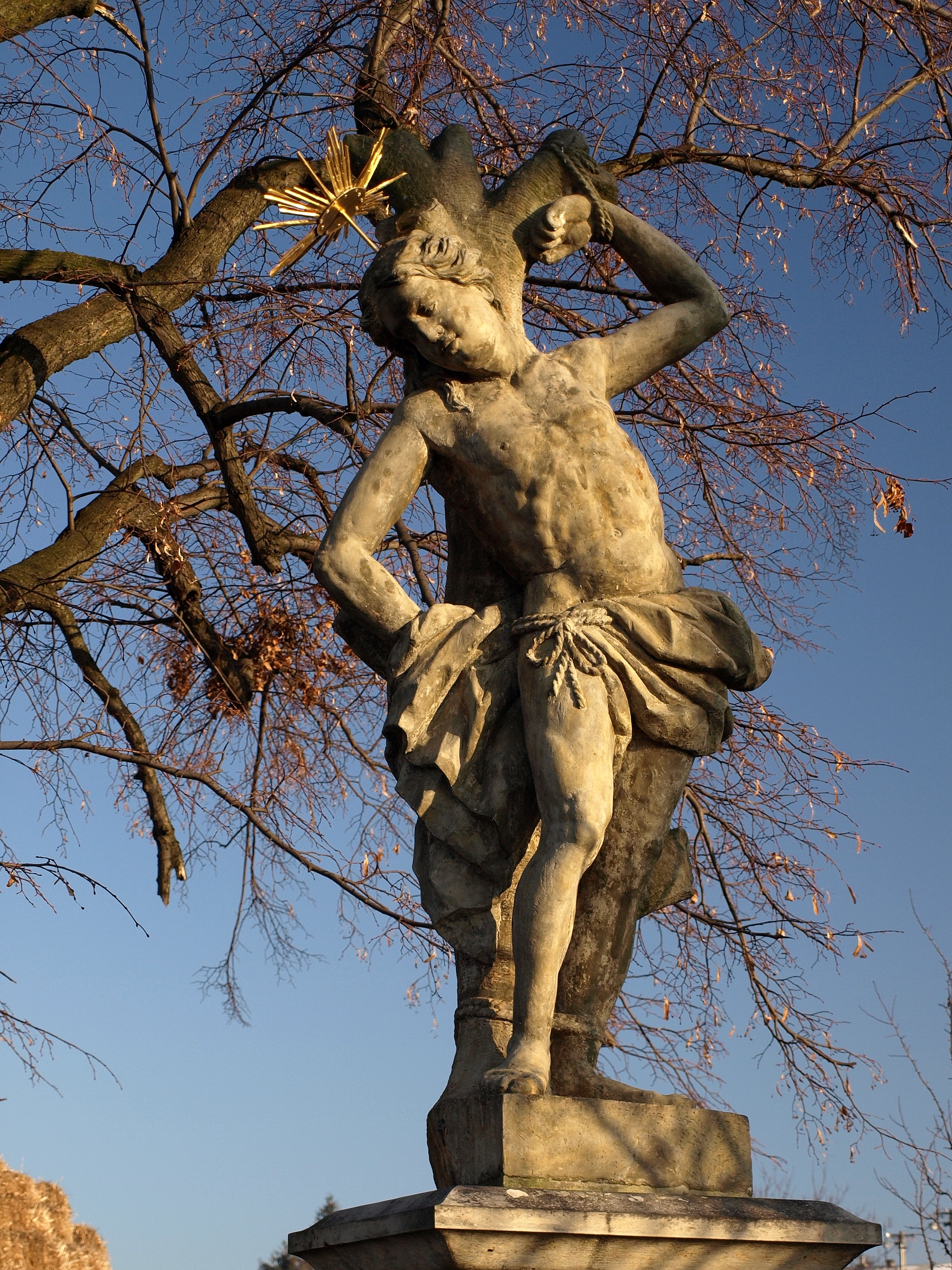
Socha sv. Šebestiána
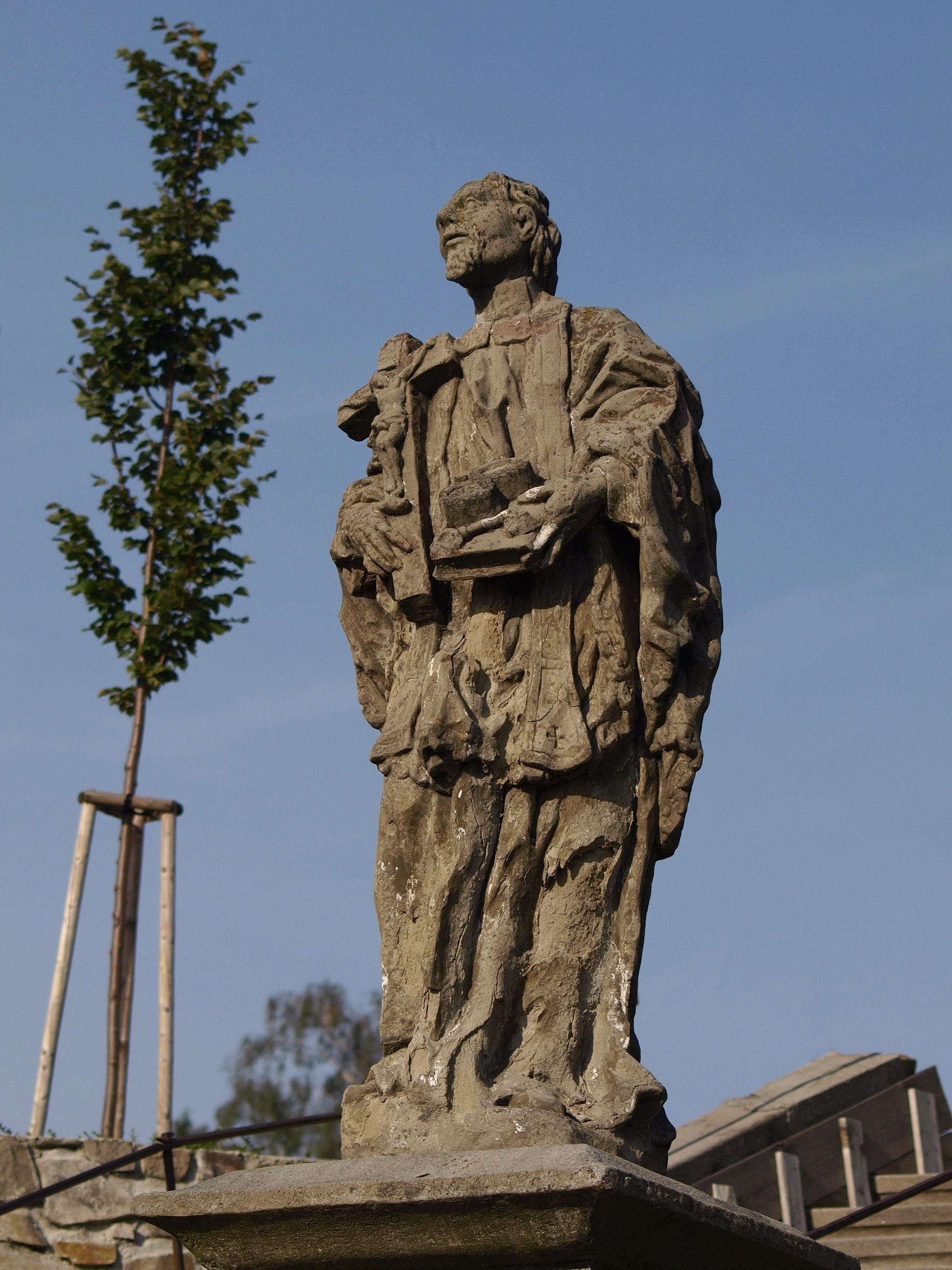
Socha sv. Jana Sarkandra
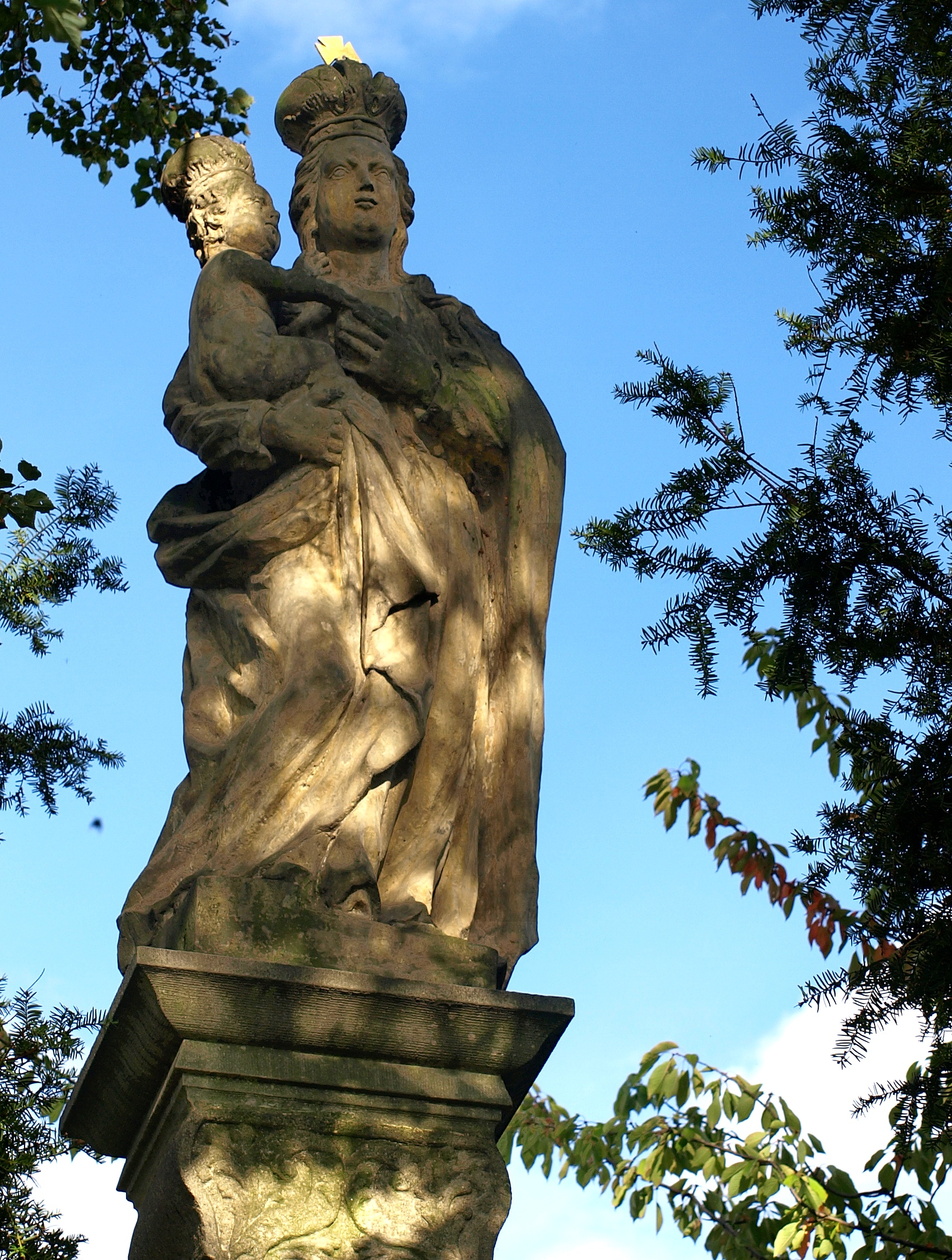
Socha Panny Marie

## Členění obce
Obec se nečlení na části, má ale dvě katastrální území:
- Pavlovice u Přerova
- Prusínky (dříve samostatná obec)